# La Chapelle-Saint-Sauveur
La Chapelle-Saint-Sauveur é uma comuna francesa na região administrativa de Borgonha-Franco-Condado, no departamento Saône-et-Loire. Estende-se por uma área de 27,64 km². Em 2010 a comuna tinha 697 habitantes (densidade: 25,2 hab./km²).